# Віхляєва
Віхля́єва (рос. Вихляева) — присілок у складі Талицького міського округу Свердловської області.
Населення — 393 особи (2010, 536 у 2002).
Національний склад станом на 2002 рік: росіяни — 99 %.